# Anitta (album)
Anitta è il primo album in studio della cantante brasiliana Anitta, pubblicato il 3 luglio 2013.

## Tracce
1. Show das poderosas – 2:30 (Larissa Machado)
2. Meiga e abusada – 3:49 (Larissa Machado, Jeferson Junior, Claudia Regina)
3. Tá na mira – 2:51 (Larissa Machado)
4. Zen – 2:45 (Larissa Machado, Jeferson Junior, Umberto Tavares)
5. Achei – 2:41 (Larissa Machado, Jeferson Junior, Umberto Tavares)
6. Menina má – 2:55 (Larissa Machado)
7. Príncipe de vento – 2:29 (Larissa Machado, Jeferson Junior, Umberto Tavares)
8. Não para – 3:13 (Larissa Machado)
9. Eu sou assim – 3:03 (Larissa Machado, Jeferson Junior, Umberto Tavares)
10. Fica só olhando – 2:46 (Batutinha)
11. Proposta – 2:47 (Batutinha)
12. Cachorro eu tenho em casa – 2:31 (Machado, Jeferson Junior, Umberto Tavares)
13. Som do coração – 3:18 (Larissa Machado)

Tracce bonus nell'edizione deluxe
1. Eu vou ficar – 2:59 (Batutinha)
2. Show das poderosas (Headshot Remix) – 2:20 (Larissa Machado)